# Manweliwka
Manweliwka (ukr. Манвелівка) – wieś na Ukrainie, w obwodzie dniepropetrowskim, w rejonie synelnykowskim, w hromadzie Wasylkiwka.  W 2001 liczyła 912 mieszkańców, spośród których 822 wskazało jako ojczysty język ukraiński, 78 rosyjski, 2 białoruski, 9 ormiański, a 1 niemiecki. W 2025 liczyła 663 mieszkańców.